# 国民体育大会クレー射撃競技
国民スポーツ大会クレー射撃競技（こくみんたいいくたいかい―しゃげききょうぎ）は、国民スポーツ大会で行われるクレー射撃競技大会である。

## 大会方式
トラップ射撃とスキート射撃の2種目があり、両種目とも男女混合で争われる。

## 歴史
射撃競技として第6回大会（1951年）より散弾銃として実施競技に加わり、第13回からはライフル射撃と分化。その後、第26回を最後に一度除外され、第32回から復帰した。しかし第53回大会では前年のセクハラ問題に絡み、開催辞退した。

## 歴代優勝
国民体育大会記録集【第1回（1946年）〜第65回（2010年）】より。
| 回 | 年度 | 開催地           | トラップ団体                     | スキート団体                     | 総合優勝   |
| -- | ---- | ---------------- | -------------------------------- | -------------------------------- | ---------- |
| 52 | 1997 | 大阪             | 優勝：福島 2位：広島 3位：埼玉   | 優勝：大阪 2位：秋田 3位：岡山   |            |
| 54 | 1999 | 熊本             | 優勝：秋田 2位：奈良 3位：埼玉   | 優勝：大阪 2位：秋田 3位：愛知   |            |
| 55 | 2000 | 富山             | 優勝：東京 2位：奈良 3位：埼玉   | 優勝：岡山 2位：高知 3位：兵庫   |            |
| 56 | 2001 | 宮城             | 優勝：岡山 2位：愛知 3位：秋田   | 優勝：茨城 2位：群馬 3位：大阪   |            |
| 57 | 2002 | 高知             | 優勝：神奈川 2位：愛知 3位：長野 | 優勝：栃木 2位：岡山 3位：愛知   |            |
| 58 | 2003 | 静岡             | 優勝：東京 2位：奈良 3位：高知   | 優勝：大分 2位：東京 3位：茨城   |            |
| 59 | 2004 | 埼玉             | 優勝：愛知 2位：秋田 3位：東京   | 優勝：茨城 2位：東京 3位：埼玉   |            |
| 60 | 2005 | 岡山             | 優勝：奈良 2位：神奈川 3位：福島 | 優勝：大阪 2位：栃木 3位：北海道 |            |
| 61 | 2006 | 兵庫             | 優勝：岡山 2位：山梨 3位：埼玉   | 優勝：宮城 2位：栃木 3位：埼玉   |            |
| 62 | 2007 | 秋田             | 優勝：埼玉 2位：神奈川 3位：岡山 | 優勝：栃木 2位：広島 3位：兵庫   |            |
| 63 | 2008 | 熊本（大分）     | 優勝：茨城 2位：埼玉 3位：栃木   | 優勝：栃木 2位：大分 3位：富山   |            |
| 64 | 2009 | 新潟             | 優勝：埼玉 2位：岡山 3位：高知   | 優勝：栃木 2位：茨城 3位：岩手   |            |
| 65 | 2010 | 千葉             | 優勝：石川 2位：埼玉 3位：茨城   | 優勝：大阪 2位：栃木 3位：茨城   |            |
| 66 | 2011 | 山口             | 優勝：広島 2位：奈良 3位：埼玉   | 優勝：山梨 2位：岡山 3位：大分   |            |
| 67 | 2012 | 岐阜             | 優勝：埼玉 2位：神奈川 3位：茨城 | 優勝：東京 2位：神奈川 3位：茨城 |            |
| 68 | 2013 | 千葉（東京）     | 優勝：長野 2位：群馬 3位：香川   | 優勝：東京 2位：栃木 3位：愛媛   |            |
| 69 | 2014 | 熊本（長崎）     | 優勝：愛知 2位：千葉 3位：秋田   | 優勝：東京 2位：長崎 3位：岡山   | 東京       |
| 70 | 2015 | 神奈川（和歌山） | 優勝：埼玉 2位：東京 3位：奈良   | 優勝：東京 2位：栃木 3位：岩手   | 東京       |
| 71 | 2016 | 岩手             | 優勝：奈良 2位：千葉 3位：東京   | 優勝：東京 2位：岩手 3位：栃木   | 東京       |
| 72 | 2017 | 高知（愛媛）     | 優勝：高知 2位：東京 3位：岡山   | 優勝：東京 2位：栃木 3位：岩手   | 東京       |
| 73 | 2018 | 福井             | 優勝：東京 2位：岐阜 3位：和歌山 | 優勝：岡山 2位：群馬 3位：福井   | 岡山       |
| 74 | 2019 | 茨城             | 優勝：長野 2位：高知 3位：千葉   | 優勝：東京 2位：栃木 3位：岩手   | 長野・栃木 |